# Speotimiș
Asociația Speologică Speotimiș s-a înființat în 2 aprilie 1975 iar de-a lungul timpului a descoperit, explorat și cartat peste 300 de peșteri din Munții Banatului (în special în Munții Poiana Ruscă, Aninei și Locvei). 
Organizează cu începere din anul 1984 concerte în Peștera Românești, județul Timiș, unde au concertat nume sonore ca: Filarmonica Banatul, Ștefan Ruha, Kathleen Evans, Alexandra Gutu, Gabriel Croitoru, Corala “Sabin Drăgoi, grupurile “Bega Blues Band”, “Survolaj”, “ Nightlosers”, “Cargo”, “Celelalte Cuvinte”, “Implant Pentru Refuz” și nu în ultimul rând “Zdob și zdub” care au adus în Peștera Românești un număr record de 2.000 de spectatori.
Organizează acțiuni de amenajare și protecție la peșterile: Cloșani, Cetățile Ponorului, Pietroasa, Izbucul Bigăr.
Latura explorativa a carstului banatean este sustinuta constant in cei  peste 30 de ani si se pot aminti cateva rezultate notabile. Explorează in Premieră si cartează: a doua pestera ca dezvoltare  din Poiana Ruscă, Pietroasa, al doilea  , respectiv al treilea aven ca denivelare din M-ții Banatului, Avenul de sub Culmea Neagra, respectiv Avenul Rosu , Peștera Vidra, fenomen carstic unic în Munții Aninei, Peștera Buhui, cea mai lungă din Munții Aninei, . A explorat în premieră Peștera Galcaciu fenomen carstic unic în Munții Poiana Ruscă. A inițiat explorările subacvatice în sifoane de peșteri din M-ții Aninei, realizează Joncțiunea Plopa Ponor, după depășirea a trei sifoane, realizează prima pătrundere în sistemul subacvatic Izbucul Bigăr.